# 필립 마인랜더
필립 마인랜더 (Philipp Mainländer, 1841년 10월 5일 – 1876년 4월 1일)는 독일 철학자이자 시인이었다.
필립 바츠(Philipp Batz)로 태어난 그는, 그의 고향인 오펜바흐에 대한 경의로 나중에 이름을 "마인랜더"로 바꿨다.

## 전기

### 초기 삶과 작업

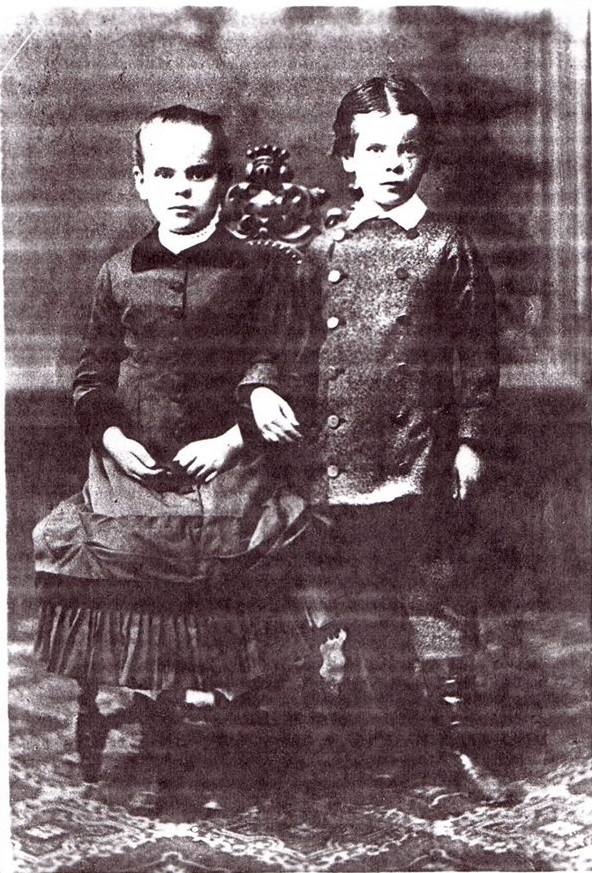
1855년 여동생 민나와 함께한 마인랜더

1841년 10월 5일 오펜바흐암마인에서 부부 강간의 아이로 태어난 필립 마인랜더는 여섯 남매 중 막내로 자랐다. 체사레 롬브로소가 그의 저서 천재에서 말했듯 그의 형제 중 한 명은 정신질환을 앓고 있었고, 33세의 나이에 자살로 사망한 그의 할아버지들 중 한 명도 정신질환을 앓고 있었다.
마인랜더는 1848년부터 1856년까지 오펜바흐의 Realschule에 다녔다. 1856년에 그는 아버지의 지시에 따라 상인이 되기 위해 드레스덴 상업학교에 입학했다. 그 다음 해에 그의 형인 다니엘 바츠가 자살하여 정신질환에 굴복한 가족의 역사가 확고해졌다. 1858년에 필립은 이탈리아 나폴리의 무역회사에서 일하면서 이탈리아어를 배우고 단테, 페트라르카, 보카치오, 그리고 가장 주목할만한 레오파르디의 작품을 접했다. 마인랜더는 나중에 나폴리에서 보낸 5년을 그의 인생에서 가장 행복한 시간으로 묘사했다.
이 중요한 삶의 시기에 마인랜더는 아르투어 쇼펜하우어의 핵심 저서인 의지와 표상으로서의 세계를 발견했다. 당시 19세였던 그는 나중에 이 사건을 통찰력있는 계시로 묘사하며 1860년 2월을 "[그의] 삶에서 가장 중요한" 일이라고 언급했다. 실제로 쇼펜하우어는 마인랜더의 후기 철학 작업에 가장 중요한 영향을 미쳤다.
1863년, 마인랜더는 아버지의 사업을 위해 독일로 돌아갔다. 같은 해에 그는 또한 3부작 시 Die letzten Hohenstaufen("마지막 호엔슈타우펜")을 썼다. 2년 후인 10월 5일, 마인랜더의 24번째 생일에 그의 어머니가 사망했다. 이러한 상실의 경험에 깊이 영향받은 마인랜더는 시에서 벗어나 철학으로 끊임없이 방향을 틀기 시작했다. 그 후 몇 년동안 그는 쇼펜하우어, 칸트 ("피히테, 셸링, 헤겔을 통해 독해지지 않았으나, 쇼펜하우어를 통해 비판적으로 강화됐다"), 에셴바흐의 파르치팔, 그리고 헤라클레이토스에서 콩디야크까지의 철학 고전을 공부했다.
1869년 3월, 마인랜더는 베를린의 은행가 J. Mart. Magnus에서 일하며 몇 년 안에 작은 재산을 축적하고 이자 수입으로 괜찮은 삶을 살겠다는 공표된 목표를 세웠다. 하지만 1873년 5월 8일 빈 증권거래소에서 주식 시장이 붕괴되면서 (1873년 공황) 마인랜더는 완전히 망가졌고 이러한 계획은 갑자기 끝났다. 1873년, 마인랜더는 그 후에 무엇을 할지 정확히 모른 채 은행에서 사임했다.

### 구원의 철학의 발전

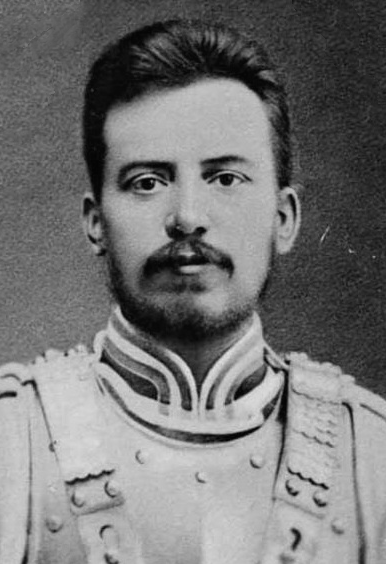
1875년 군복을 입은 마인랜더

그의 부유한 부모는 1861년에 그의 군복무를 돈으로 면제해 주었으나, 자서전에 따르면 마인랜더는 "한 번은 다른 사람에게 모든 면에서 절대적으로 복종하고, 가장 하급의 일을 하고, 맹목적으로 복종해야 하는" 욕구를 표현했고 무기를 들고 복무하려는 수많은 시도를 부지런히 수행했다. 1874년 4월 6일, 이미 32세였던 마인랜더는 독일 황제 빌헬름 1세에게 직접 요청서를 제출했고, 승인됐다. 그 결과 그는 9월 28일부터 할버슈타트의 흉갑기병에 임명됐다. 징집되기 전 4개월동안 마인랜더는 일에 집착하여 그의 주요 작품인 구원의 철학의 첫째 권을 집필했다. 그는 이 시기에 대해 나중에 다음과 같이 적었다.
그리고 이제 매혹적인 삶이 시작됐고, 행복과 행복한 떨림으로 가득 찬 영적인 꽃이 피었다. [...] 이 삶은 무려 4개월 동안 지속됐다. 6월, 7월, 8월, 9월을 채웠다. 내 마음 속의 체계는 완전히 명확하고, 일관되고, 완벽했으며, 9월 28일까지는 끝내야한다는 생각의 채찍이 필요없는 창조적인 열광이 나를 되살렸다. 10월 1일에 왕의 외투를 입어야 했기 때문이다. 이 날짜는 연기할 수 없었다. 그때까지 끝내지 못했다면 마무리 작업을 하는데 3년이 걸렸을 것이다. 즉, 나는 깨진 존재의 격노가 필연적으로 나를 심연에 던지는 것을 보게됐을 것이다.

마인랜더는 완성된 원고를 여동생 민나에게 건네며 군 복무를 마치는 동안 출판사를 찾아달라고 부탁했다. 아직 알려지지 않은 출판사에게 편지를 써서 자신의 본명을 삭제하고 필명인 "필립 마인랜더"로 바꿔달라고 요청했고, "세계의 눈에 띄는 것"보다 더 싫은 일은 없을 것이라고 말했다.
1875년 11월 1일, 마인랜더는 원래 3년간 복무하기로 약속했으나 그 사이에 민나에게 보낸 편지에서 "지쳐있고, 운동했고, ...  완전히 ... 건강한 몸으로 형언할 수 없을 정도로 지쳐있었다"고 적었다. 군 복무에서 조기에 풀려나 고향 오펜바흐로 돌아갔다. 그는 다시 일에 집착하게 됐고, 불과 2개월만에 구원의 철학의 풀린 원고를 교정하고, 회고록을 썼으며, 중편소설 Rupertine del Fino를 썼고, 대작의 650 페이지 분량의 둘째 권을 완성했다.

### 죽음
1876년 초, 마인랜더는 자신의 삶이 인류에게 여전히 가치있는지 의심하기 시작했다. 그는 자신이 이미 삶의 의무를 다했는지, 아니면 사회민주주의 운동을 강화하는데 사용해야하는지 궁금했다. 독일 노동자들에게 연설문을 적었음에도 불구하고 이 계획은 실현되지 않았다. 4월 1일 밤, 오펜바흐 아파트에서, 그의 주요 작품의 첫째 권이 출판된 직후, 마인랜더는 스스로 목을 매달았다. 마인랜더는 오펜바흐 묘지에 묻혔다.
그의 누나인 민나 바츠는 오빠의 회고록을 썼다는 혐의로 기소돼 1891년 자살을 택했다.

## 철학
쇼펜하우어의 형이상학적 틀에서 작업하는 마인랜더는 "의지"를 존재의 가장 내밀한 핵심, 존재론적 원형으로 간주한다. 그러나 그는 중요한 측면에서 쇼펜하우어와 다르다. 쇼펜하우어에게 의지는 단일하고 통일적이며 시간과 공간을 초월한다. 쇼펜하우어의 초월적 관념론은 우리가 우리 자신의 신체에 대한 내성적 관찰을 통해서만 사물 자체의 특정 측면에 접근할 수 있다는 결론에 마인랜더를 도달하게 한다. 의지로 관찰하는 것은 관찰할 수 있는 전부일 뿐, 그 이상은 아니다. 숨겨진 측면은 없다. 더욱이 내성을 통해서 우리는 우리의 개별적 의지만을 관찰할 수 있다. 이는 또한 마인랜더는 다원주의의 철학적 입장으로 이끈다. 그가 자신과 자신의 체계에 대해 설정한 목표는 고대 그리스 철학을 연상시킨다: "하나"의 분할되지 않은 존재와 우리가 경험하는 끊임없이 변화하는 생성의 세계 사이의 관계는 무엇인가?
또한, 마인랜더는 모든 창조물의 구원이라는 개념을 강조한다. 이는 그가 자신의 철학을 쇼펜하우어 철학과 차별화하는 또다른 측면이다. 쇼펜하우어에게 의지의 침묵은 드문 사건이다. 예술적 천재는 일시적으로 이 상태에 도달할 수 있는 반면, 역사 전반에 걸쳐 완전한 중단을 달성한 성인은 극소수에 불과하다. 마인랜더에게 우주 전체는 천천히 그러나 확실히 삶에의 의지의 침묵과 (그가 부르는대로) "구원"을 향해 움직이고 있다.
마인랜더는 초기 특이점이 분산돼 알려진 우주로 확장됐다고 이론화했다. 단일한 통일체에서 수많은 것으로의 분산은 일원론과 다원론 사이의 원활한 전환을 제공했다. 마인랜더는 시간의 퇴보와 함께 모든 종류의 다원론과 다중성이 일원론으로 되돌아갈 것이라고 생각했고, 그는 자신의 철학으로 이러한 단일성에서 다중성 및 생성으로의 전환을 설명할 수 있었다고 믿었다.

### 신의 죽음
그의 과학적 설명 수단에 불구하고, 마인랜더는 우화적 용어로 철학하는 것을 두려워하지 않았다. 자신의 "창조 신화"를 공식화하면서, 마인랜더는 이 초기 특이점을 신과 동일시했다.
마인랜더는 쇼펜하우어의 형이상학을 두 가지 중요한 측면에서 재해석한다. 첫째, 마인랜더의 체계에는 "단일한 의지"가 없다. 기본적인 통일성은 개별 의지로 분열됐고, 존재하는 각 주체는 자신의 개별 의지를 소유한다. 이 때문에 마인랜더는 "개별 의지"가 침묵하고 죽으면 절대적인 무(無)가 되고, 쇼펜하우어에서 발견되는 상대적 무가 아니라고 주장할 수 있다. 죽음을 구원으로 인식하고 무에 절대적인 특성을 부여함으로써 마인랜더의 체계는 구원을 위한 "더 넓은" 수단을 제공한다. 둘째, 마인랜더는 쇼펜하우어의 삶에의 의지를 근본적인 죽음에의 의지로 재해석한다. 즉, 삶에의 의지는 죽음에의 의지를 향한 수단이다.

### 윤리
마인랜더의 철학은 또한 다른 교리를 조심스럽게 뒤집는다. 예를 들어, 에피쿠로스는 행복을 오직 쾌락에서만 보고, 사후에는 아무것도 없기에 죽음에 대해 두려워하거나 원할 것이 없다. 그러나 철학적 염세주의자인 마인랜더는 이 삶에서 바람직한 쾌락을 보지 못하고 죽음의 숭고한 무를 찬양하며, 바로 이러한 무의 상태를 바람직한 것으로 인식한다.
마인랜더는 이기주의 윤리를 지지한다. 즉, 개인에게 가장 좋은 것은 개인을 가장 행복하게 만드는 것이다. 그러나 모든 추구와 갈망은 고통으로 이어진다. 따라서 마인랜더는 죽음에의 의지가 모든 사람의 행복에 가장 좋으며, 이에 대한 지식은 삶에의 의지(행복을 얻을 수 없는 허황된 존재)를 적절한(신이 추구하는) 죽음에의 의지로 변화시킨다고 결론지었다. 궁극적으로 주체(개인의 의지)는 우주와 하나이며, 우주와 조화를 이루고 우주의 기원적 의지와 조화를 이룬다. 무지한 이기심은 자신을 홍보하고 삶에의 의지를 이용하고자 한다. 대조적으로, 계몽된 이기심은 개인을 낮추고 그를 금욕주의로 이끈다. 왜냐하면 그것은 그를 죽음에의 의지를 고양시키는 것과 적절하게 일치시키기 때문이다.

## 성격
비평가들은 그의 작품이 온화하고 따뜻한 성격을 보여준다고 언급했다. Lucien Arréat는 그의 "영혼의 관대함"으로 인해 많은 페이지가 따뜻하게 느껴진다고 표현했으며, 더 일반적인 특징으로 "마인랜더는 섬세하고 성실한 본성을 가지고 있었으며 진정으로 놀라운 개성을 가지고 있었다."
그의 작품의 모든 페이지에는 매우 온화하고 인간에게 친절한 이미지가 나타난다. 그는 온화하면서도 진지한 어조로 말할 수 있고, 매우 숭고하게 미소를 지을 수 있다. 그것은 그의 가르침과 모순되는 것처럼 들리나 사실이다. 그토록 독실한 영혼을 표현하고 있기에 우리는 깊이 감동하여 그의 작품에 친절하게 고개를 끄덕이며 고백하게 된다. 당신은 우리를 구원으로 개종시키지 못할 수 있으나 우리는 당신을 이해할 수 있고 이해해야한다. 당신, 순수하고 고귀한 마음이여!— 프리츠 조머라트

프레데릭 C. 바이저는 또한 "마인랜더의 인간성"에 대해 언급한다. "그는 평범한 사람들의 고통에 대해 가장 깊은 동정심을 가졌고 그의 생각의 대부분은 대중과 노동자의 빈곤에 몰두했다. ... 그가 유대인에게 동정심을 가졌다는 것은 마인랜더의 인간성의 가장 작은 표시가 아니다. 그는 유대인의 자선심과 통찰력을 매우 존경했다."

## 정치와 정치적 삶
그의 염세주의에도 불구하고, 마인랜더는 정치적 낙관주의자로 분류될 수 있다. 그의 구원의 철학에서 개략적으로 설명된 것은 세계 사회주의 국가와 유사한 미래 사회의 이미지다. 마인랜더가 묘사한 이 "최종 상태'는 죽음에의 의지 메타서사의 마지막 두 번째 단계이다. 마인랜더는 모든 인간적 욕망이 충족되면 이 인간들이 존재의 사소함(특히, 이 충족이 가져온 쾌락이 존재의 부정적 가치보다 크지 않다는 것)을 이해하고, 그 후 스스로의 멸종(그리고 아마도 삶 전체의 멸종)을 향해 나아갈 것이라고 믿기 때문이다.
마인랜더의 정치는 자살에 큰 역할을 했을 수 있다. 그의 누나인 민나 바츠에게 쓴 편지는 그가 자살이 유익할지, 아니면 당시 독일에서 진행 중이던 사회민주주의 운동에서 정치 지도자로 일하여 사회를 앞서 언급한 "최종 상태"로 가속하는 데 도움을 줄 수 있을지에 대해 결정을 내리지 못했다는 것을 암시한다. 그는 누나에게 보낸 편지에서 다음과 같이 썼다.
내가 이 열매가 익은 후에 아무런 동기가 없어 죽음을 쾌락으로 추구하지 않으려면, 나는 사회민주주의의 영역에 들어가야 한다. 그러면 나는 지치고 멍해져서 절대적 휴식과 영원한 구원에 대한 이 갈망의 매혹적인 목소리를 듣지 않을 수 있을 것이다. [...] 내가 이 모든 것[활동적인 정치 생활]보다 죽음의 휴식을 택할지, 그리고 그것으로 내 교리를 봉인할지 나는 지금 당장 모른다.

두 사람 사이에 주고받은 편지는 마인랜더가 자신의 정치적 경력을 위해 누이의 축복이라는 형태로 외부 지원을 구했으나, 그녀는 반대되는 정치적 신념 때문에 이를 거부했다는 것을 암시한다. 이러한 사실에도 불구하고 마인랜더는 그녀의 축복 없이도 정치적 활동을 추구할 것이라고 썼으나, 짧은 시간 안에 목을 매달아 죽은 채 발견돼 그가 원래 결정을 번복했다는 것을 증명한다.

## 인식
니체는 어떤 비평도 나오지 않은 채 출판된 해에 구원의 철학을 즉시 읽었다. 이 작품은 그가 슈펜하우어 철학에서 최종적으로 결별하는 데 기여했다. 니체는 10년 후인 즐거운 지식의 두 번째 증보판에서야 마인랜더에 주의를 기울였다. 이 책은 그가 5년 전 첫번째 판에서 "신은 죽었다"는 문구를 소개한 책과 같다. "순수의 역겹도록 감상적인 사도인 마인랜더와 같은 그런 딜레랑트와 노처녀를 진정한 독일인으로 간주할 수 있을까? 결국 그는 아마도 유대인이었을 것이다. (모든 유대인은 도덕을 논할 때 감상적이게 된다)" 마인랜더가 단순한 영향 이상의 것이었으며 대신 표절됐을 것이라는 의견도 있다.
니체는 또한 그의 편지 중 하나에서 그가 마인랜더 철학을 따르는 사람을 만났다고 언급한다. 그는 "조용하고 겸손한 사람이며 불자이고 [...] 열렬한 채식주의자였다." "겸손한 사람"은 니체에게 마인랜더가 사실 유대인이 아니라고 말했다.
같은 기간에 막스 셸링은 마인랜더가 이 땅을 걸었던 몇 안 되는 현명한 영웅 중 한 명이라고 믿는다고 썼다.
마인랜더의 저작은 당국에서 호평을 받지 못했다. 러시아 제국에서 삼위일체의 난해한 의미에 대한 마인랜더의 에세이는 금지됐다. 독일 국가의회에서 구원의 철학이 반사회주의자 법의 계기로 연단에 올랐다. 그러나 저명한 사회주의자들은 그의 저작에 관심을 가졌다. 사회주의 지도자 아우구스트 베벨은 그의 페미니스트 저작 여성과 사회주의에서 염세적인 철학자의 주장을 언급하고 사용한다. 베벨은 자서전에서 마인랜더의 누나를 언급한다. 또한 에두아르트 베른슈타인도 마인랜더에 "매우 관심있다"고 썼다. 네덜란드 최초의 저명한 사회주의자인 페르디난트 도멜라 니우벤하위스(1846―1919)는 마인랜더의 작업을 사회주의에 대한 "위대한 공헌"으로 여겼다.
청기사의 창립자 중 한 명인 알프레트 쿠빈은 구원의 철학에 대해 "내 실제적인 생각과 강인함을 표현하고 나를 강화하는 이 작품, 이 철학은 내 삶과 죽음의 위안을 형성한다"고 썼다.
일본 작가 아쿠타가와는 "옛 친구에게 보내는 편지"에서 "나는 마인랜더를 읽었는데, 그의 작품은 내 의식에 깊이 새겨졌다"고 썼다. 그는 또한 그의 소설 갓파에서도 마인랜더에 대해 언급한다.
에밀 시오랑은 마인랜더의 작업에 매우 감명받았다.
최근 드류 달턴과 같은 많은 현대의 염세주의자들은 윤리적, 정치적 행동에 대한 새로운 모델을 개발하고자 마인랜더의 작업에서 영감을 얻었다.

## 작업들
영어:
- The Philosophy of Redemption (Christian Romuss 번역; Irukandji Press, 2024)

독일어:
- Die Philosophie der Erlösung (Vol. I: 1876; Vol. II: 1886)
- Die Letzten Hohenstaufen. Ein dramatisches Gedicht in drei Theilen: Enzo – Manfred – Conradino (1876)
- Meine Soldatengeschichte [My soldier story]. 1925, Georg Stilke.
- Rupertine del Fino, first published in 1899 in the Allgemeine Zeitung of Munich.
- Schriften
  - Band 1 – Die Philosophie der Erlösung. Erster Band, 1876 (재판: 1996)
  - Band 2 – Die Philosophie der Erlösung. Zweiter Band. Zwölf philosophische Essays. 1886 (재판: 1997)
  - Band 3 – Die Letzten Hohenstaufen. Enzio-Manfred-Conradino. 1876 (재판: 1998)
  - Band 4 – Die Macht der Motive. Literarischer Nachlaß von 1857 bis 1875. Mit einem Vorwort v. Ulrich Horstmann u. einem Nachwort v. Joachim Hoell u. W.H. Müller-Seyfarth. 1999

스페인어:
- Filosofía de la redención (Manuel Pérez Cornejo 번역; Ediciones Xorki, 2014)

## 같이 보기
- 사신신학
- 만물회복설